# Sufyànides
La dinastia sufyànida o dels sufyànides fou la primera branca de la dinastia omeia de califes de Damasc, iniciada per Muàwiya I.
El nom derivava pel pare del primer califa, Abu-Sufyan ibn Harb. A més de Muàwiya I (661–680), foren califes el seu fill Yazid I (680–683) i el seu net Muàwiya II (683–684), que va morir encara jove. Llavors el títol califal va passar al seu cosí Marwan I ibn ibn al-Hàkam ibn Abi-l-As (684–685), que va iniciar la línia marwànida a la qual van pertànyer la resta de califes omeies de Damasc fins al final del califat el 750, així com tots els omeies andalusins.